# Tum Ngock
Tum Ngock (ou Tum Ngog) est un village de la région du Centre du Cameroun, situé dans le département du Nyong-et-Kéllé et la commune de Biyouha. 

## Population et développement
Lors du recensement de 2005, 138 personnes y ont été dénombrées.